# دوست نابغه من (مجموعه تلویزیونی)
دوست نابغه من (ایتالیایی: L'amica geniale)، یک سریال تلویزیونی ایتالیایی-آمریکایی است که بر اساس رمانی به همین نام که توسط النا فرنته نوشته شده ساخته شده است. این اولین رمان از چهار رمان مجموعه ناپلی است که برای ساخت سریال و نمایش در تلویزیون طراحی شده است. هشت قسمت این سریال تولید مشترک شبکه آمریکایی اچ‌بی‌او و شبکه‌های ایتالیایی رای و تی‌آی‌ام ویژن است که در ۱۸ نوامبر ۲۰۱۸ در اچ‌بی‌او عرضه شد.
این مجموعه تلویزیونی از شبکه های‌ماهواره‌ای من‌وتو و ام‌بی‌سی پرشیا با دوبله فارسی بخش می‌شود.
فصل دوم، بر اساس دومین رمان از مجموعه رمان‌های ناپلی النا فرانته، «داستان یک نام جدید»، از تاریخ ۱۶ مارس ۲۰۲۰ از اچ‌بی‌او پخش شد.
در آوریل ۲۰۲۰، فصل سوم این سریال، بر اساس سومین رمان این مجموعه، «کسانی که می‌روند و کسانی که می‌مانند»، تمدید شد. فصل سوم در هشت قسمت از رای ۱ در ۶ فوریه ۲۰۲۲ و در اچ‌بی‌او در ۲۸ فوریه ۲۰۲۲ به نمایش درآمد. در مارس ۲۰۲۲، سریال برای فصل چهارم و آخر تمدید شد که بر اساس آخرین رمان از مجموعه رمان‌های ناپلی فرانته یعنی «داستان کودک گمشده».

## بازیگران و شخصیت‌ها

### اصلی
- گایا جیراچه در نقش رافائلا لیلا چرولو[۹]
  - لودوویکا ناستی در نقش جووانی رافائلا لیلا چرولو[۹]
- مارگریتا ماتسوکو در نقش النا «لون» گرکو[۹]
  - الیسا دل جنیو در نقش جوانی النا «لون» گرکو[۹]
- آنا ریتا ویتولو در نقش ایماکولاتا گرِکو، مادر النا
- لوکا گالونه در نقش ویتوریو گرکو، یک حمل کننده و پدر النا
- ایما ویلا در نقش مانوئلا سولارا، همسر سیلویو
- آنتونیو میلو در نقش سیلویو سولارا، صاحب بار سولارا و شوهر مانوئلا
- آلسیو گالو در نقش میشل سولارا، پسر سیلویو و مانوئلا
- والنتینا آکا در نقش نونتسیا چرولو، مادر لیلا
- آنتونیو بونانو در نقش فرناندو چرولو، کفاش و پدر لیلا است
- دورا رومانو در نقش خانم اولیویرو، معلم مدرسه ابتدایی النا و لیلا
- آنتونیو پنارلا در نقش دون آیشیل کاراکسی، مأمور محلی
- سونیا برگاماسکو در نقش ماریا رزا آئیروتا
- ادواردو اسکارپتا در نقش پاسکواله پلوزو

### دوره‌ای
- فابریتسیا ساکی در نقش لیدیا ساراتوره، همسر دوناتو

## موسیقی متن
موسیقی متن این سریال از ماکس ریشتر است.

## منتقدان
«ریانِـن لوسی کاسلت»، از گاردین اظهار داشت:
چه احساس انقلابی در رابطه دوستی زنان در راه است.
بدون شک می‌توان گفت که آزمون بکدل طول می‌کشد، متوجه این رخداد شود.